# 第31海兵遠征部隊

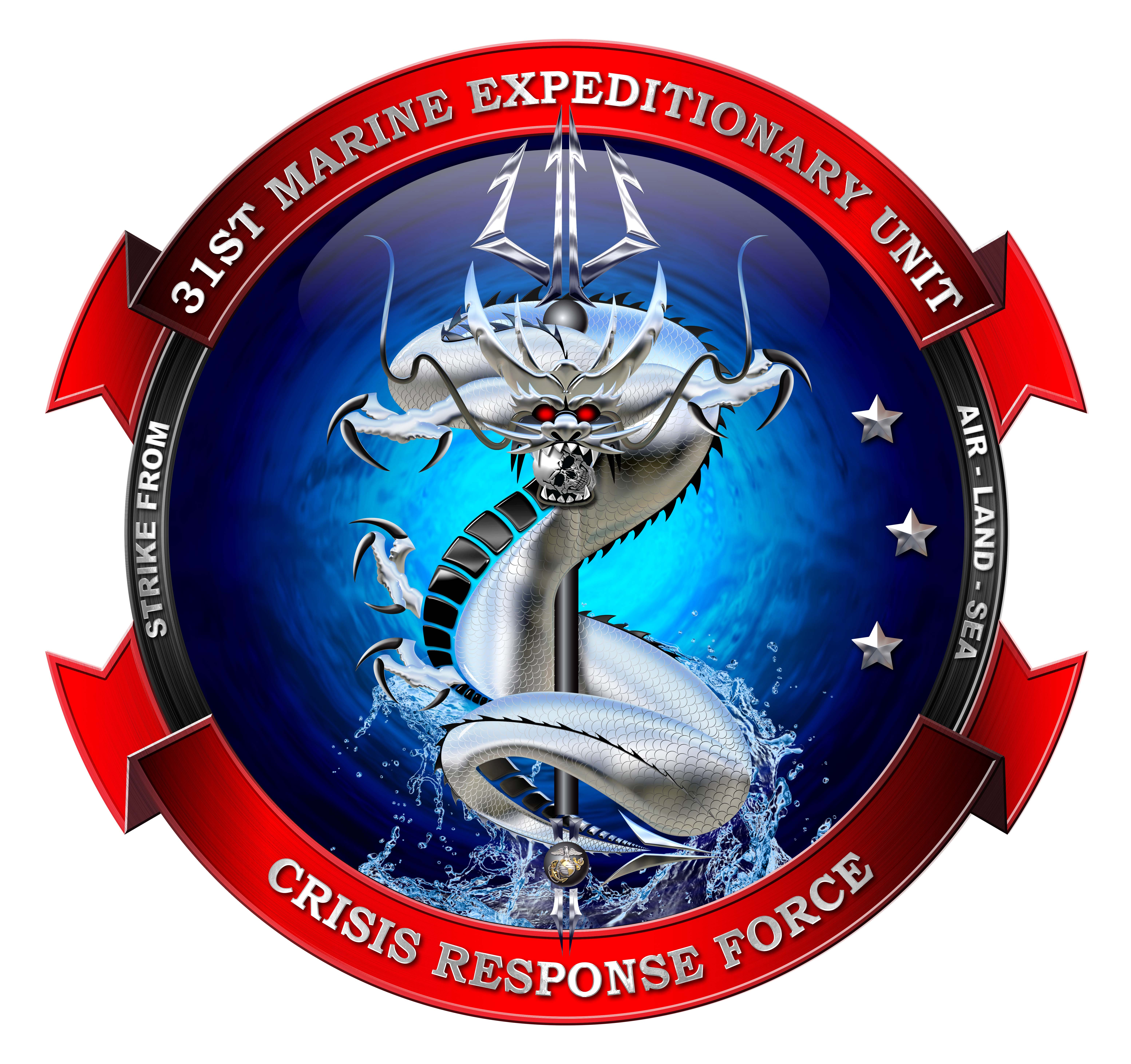
31st MEU Crisis Response Force Insignia

第31海兵遠征部隊（だい31かいへいえんせいぶたい、英語: 31st Marine Expeditionary Unit, 31st MEU）は、アメリカ海兵隊の海兵遠征部隊。日本国沖縄県に所在。恒久的に海外展開している唯一の海兵遠征部隊である。

## 概要
第31海兵遠征部隊司令部は、名護市、恩納村、宜野座村、金武町にまたがるキャンプ・ハンセンに所在している。2011年現在、アメリカ海兵隊は7つの海兵遠征部隊を常設しているが、このうち、第31海兵遠征部隊は、アメリカ本土外に駐屯している唯一の部隊である。なお、他の6個海兵遠征部隊は3つずつが各海兵遠征軍に割り振られているのに対し、第3海兵遠征軍が隷下にもつ海兵遠征部隊は本部隊のみである。
第31海兵遠征部隊は、およそ2,000名の海兵隊員と100名の海軍将兵から編制される諸兵科連合部隊であり、下記のような編制となっている。
- 地上戦闘部隊（GCE）- 通例、第1海兵師団よりローテート派遣される大隊上陸チーム（BLT）。
- 航空戦闘部隊（ACE）
  - 1個中型ティルトローター飛行隊（VMM）- 通例、第1海兵航空団のVMM-262またはVMM-265が交代で指定。
  - 1個攻撃飛行隊（VMA）
- 兵站戦闘部隊（LCE）- 第31戦闘兵站大隊

建制ではなく任務部隊であることもあり、所属部隊はローテート部隊が多く、時期によって異なる部隊が配属されている。例えば2011年の東日本大震災に対するトモダチ作戦の際には、GCEとしては第5海兵連隊第2大隊大隊上陸チーム、ACEとしては第262海兵中型ヘリ中隊が配属されていた。
これらの部隊が連携することにより、第31海兵遠征部隊は、小規模ながらも独立した作戦行動が可能な戦闘単位となっている。また、第31海兵遠征部隊は、佐世保および横須賀に展開している第7艦隊の水陸両用部隊（第76任務部隊/第7遠征打撃群）と連携することで、迅速に洋上機動して紛争地域に進出できることから、西太平洋地域における太平洋海兵隊の即応部隊として機能している。

## 概歴

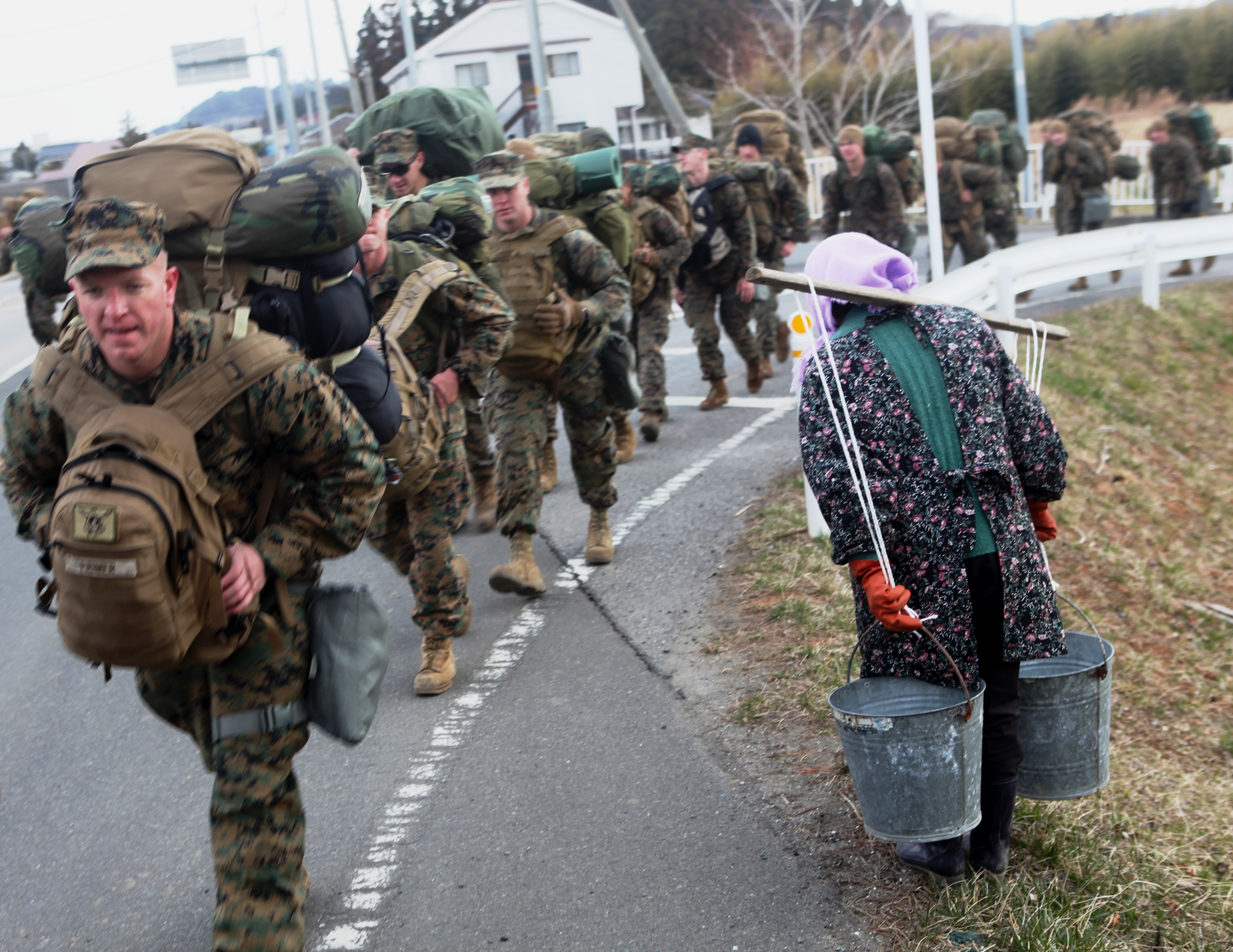
トモダチ作戦に従事する隊員ら。

第31海兵遠征部隊は、ベトナム戦争に参加するため1967年3月1日に編成されたアルファ特別上陸部隊（Special Landing Force Alpha）にその起源を有する。アルファ特別上陸部隊は、沖縄からベトナムに投入された最初の部隊であり、1967年4月10日にベトナムに到着した。1970年11月24日、部隊は第31海兵隊両用隊（31st Marine Amphibious Unit, MAU）と改称された。第31海兵隊両用隊は、ベトナム戦争後も西太平洋・東南アジア地域における前進配備部隊でありつづけた。1983年9月〜10月にかけて、部隊は多国籍軍の一員としてレバノンに派遣された。これは第31海兵隊両用隊の最後の戦闘任務であり、部隊は1985年5月に編成解除された。
1992年9月9日、部隊は第31海兵遠征部隊（特殊作戦能力）として復帰編成される。部隊は、1998年11月にはベロー・ウッド両用即応グループの一部としてイラク近海に展開した。また、1999年からは東ティモール国際軍・国際連合東ティモール暫定行政機構にも要員を派出した。2003年のイラク戦争にも参加しており、2004年にはファルージャの戦闘に投入された。
2011年3月に起きた、東日本大震災に対する救援活動（トモダチ作戦）にも参加し、仙台空港や松島基地の復旧支援活動に協力。特に仙台空港の1500m分の滑走路の確保に尽力する。